# Picsart
Picsart é uma empresa armênia-americana de tecnologia com sede em Miami, na Flórida, e Yerevan, na Armênia, que desenvolve um pacote de edição de fotos e vídeos on-line, com uma comunidade criativa social. Nesta plataforma, os usuários podem tirar e editar fotos e vídeos, desenhar com camadas e compartilhar seus trabalhos no Picsart e outras redes sociais. É um dos aplicativos mais populares do mundo, com mais de 1 bilhão de downloads em 180 países.
A empresa foi fundada em 2011.

## História
A Picsart foi fundada em novembro de 2011 pelo empresário armênio Hovhannes Avoyan e pelos programadores armênios Artavazd Mehrabyan e Mikayel Vardanyan. Eles desenvolveram o primeiro aplicativo Picsart como uma ferramenta autônoma para que as pessoas possam alterar uma imagem de foto em seu telefone, e foram adicionados mais recursos ao longo do tempo. O primeiro aplicativo PicsArt foi lançado em novembro de 2011 disponível para Android.
Em janeiro de 2013, o Picsart foi lançado para iOS. Em maio, foi lançado para o iPad. No final de 2013, o editor de fotos Picsart foi disponibilizado para Windows Phone.
Em janeiro de 2014, o Picsart foi disponibilizado para dispositivos com Windows 8.
Em abril de 2015, foram feitos 250 milhões de downloads de seus aplicativos para iOS e Android com 60 milhões de usuários ativos mensais.
Em 2016, o Picsart alcançou 75 milhões de usuários ativos mensais.
Em 2017, o Picsart lançou o Remix Chat, um sistema de mensagens onde os usuários podem compartilhar imagens entre si diretamente ou em grupos e editá-las em colaboração com amigos. A empresa também lançou um recurso para permitir que seus usuários criem e compartilhem adesivos personalizados gratuitamente. O Picsart também anunciou que atingiu 90 milhões de usuários ativos mensais.
Em julho, a supermodelo e filantropa russa Natalia Vodianova ingressou no Picsart para ajudar a aumentar o engajamento social e o ativismo em sua comunidade. Em outubro, a empresa atingiu 100 milhões de usuários ativos mensais e iniciou parcerias com grandes marcas de consumo e celebridades.
Em março de 2019, o Picsart alcançou 130 milhões de usuários ativos mensais. Também em 2019, a empresa foi classificada pela empresa de análise de aplicativos Sensor Tower como o mais popular aplicativo de edição de fotos e vídeos sociais, depois do Instagram, Snapchat e YouTube.
Em janeiro de 2020, a empresa lançou um laboratório de inteligência artificial em conjunto com a Universidade Americana da Armênia. A instalação contratou professores e alunos para pesquisas em aprendizado de máquina e visão computacional. Em julho, a Picsart adquiriu a empresa de efeitos visuais baseados em movimento D'efekt, sua primeira aquisição. Também em julho, a empresa chegou a mais de 1 bilhão de downloads de aplicativos até o momento.
Em 26 de agosto de 2021, o CEO da Picsart, Avoyan, anunciou que a empresa conseguiu US$ 130 milhões em financiamento da Série C da Softbank, Sequoia, G Squared, Tribe Capital, Graph Ventures e Siguler Guff & Company com a empresa chegando a US$ 1,5 bilhão, tornando-a a primeiro unicórnio tecnológico armênio.
Em fevereiro de 2022, a Picsart adquiriu a Code Republic, uma plataforma de aprendizado que foi integrada à sua divisão educacional, a Picsart Academy.
Também em fevereiro, a empresa lançou um novo programa de API chamado Picsart for Developers, que permite que seus parceiros implementem seus Picsart em suas próprias plataformas.
Em março de 2022, a Picsart lançou as fontes AI, uma nova coleção de fontes geradas por IA.
Em novembro de 2022, a Picsart adicionou um AI Image Generator e um AI Writer ao seu aplicativo, que cria imagens e copia usando AI generativa.
A empresa lançou o AI Avatar em dezembro de 2022. Em janeiro de 2023, a Picsart lançou um novo aplicativo independente chamado SketchAI, que usa IA generativa para transformar esboços em arte digital.

## Produtos
A Picsart desenvolve aplicativos móveis e ferramentas de navegador da Web para edição de vídeos e fotos. As ferramentas do aplicativo e do site suportam atividades de redes sociais. Um excelente recurso deste aplicativo é o gerador de imagem AI para conversão de texto em imagem, e também há uma borracha de fundo para apagar objetos indesejados e substituir o fundo. Seus filtros exclusivos como desfoque, retrô, VHS ou Y2K criam imagens dramáticas semelhantes a uma obra de arte.
Os aplicativos incluem:
- Picsart Photo & Video Editor - um aplicativo de edição de fotos e vídeos com ferramentas para adicionar filtros e diversos efeitos, que podem ser compartilhados nas redes sociais. O aplicativo é gratuito e oferece compras no aplicativo de adesivos e outros elementos gráficos.[32]
- Picsart Animator - um aplicativo de animação para criação de vídeos de desenhos animados, GIFs e outras animações.[33]
- Picsart Color - um aplicativo de desenho e pintura.[34]
- Picsart GIF & Sticker Maker - um GIF animado e gerador de adesivos.[12]
- SketchAI - um aplicativo que transforma desenhos e fotos em arte digital usando IA generativa.[30][29]

Os aplicativos estão disponíveis em dispositivos móveis iOS, Android e Windows.
As ferramentas do navegador da Web do Picsart para PCs contam com os mesmos recursos do aplicativo Picsart Photo & Video, mas também existem em navegadores da Web em PCs com o sistema Windows 8.1 ou superior.
Os recursos integrados de rede social com os aplicativos e as ferramentas do site permitem que os usuários comentem, adicionem aos favoritos e sigam outras pessoas.

## Operações
A Picsart está sediada em Miami, na Flórida. A empresa também possui escritórios em Yerevan, na Armênia, Pequim, Moscou, Tóquio, Los Angeles, Glasgow, na Escócia, e Bangalore, na Índia. Em março de 2019, a empresa informou que 70% de seus 360 funcionários trabalhavam em engenharia e desenvolvimento de produtos, e sua metade era de mulheres.

## Financiamento
Em agosto de 2021, a empresa recebeu $ 195 milhões em financiamento de risco cumulativo da Sequoia Capital, Insight Partners e outros, dando a ela uma avaliação pós-dinheiro de aproximadamente $ 1,5 bilhão.